# Разговор
Разговорът е интерактивна комуникация между двама или повече души. Развитието на уменията за разговор и етикета е важна част от социализацията. Развитието на умения за разговор на нов език е чест фокус на преподаването и ученето на езици. Анализът на разговора е раздел на социологията, който изучава структурата и организацията на човешкото взаимодействие, с по-специфичен фокус върху разговорното взаимодействие.

## Дефиниция и характеристики
Не съществува общоприето определение за разговор, освен факта, че разговорът включва поне двама души, които говорят заедно. Следователно терминът често се определя от това, което не е. Ритуализиран обмен като взаимно поздравяване не е разговор. Взаимодействието, което включва отбелязване разликата в статуса (като шеф, който дава заповеди), също не е разговор. Взаимодействието с тясно фокусирана тема или цел също обикновено не се счита за разговор. Обобщавайки тези свойства, един авторитет пише, че „Разговорът е вид реч, която се случва неформално, симетрично и с цел установяване и поддържане на социални връзки.“
От по-малко техническа гледна точка, писател по етикет в началото на 20-и век определи разговора като учтиво даване и възприемане на теми, за които хората мислят, разговаряйки помежду си за компания.